# Betta albimarginata
Betta albimarginata is een straalvinnige vissensoort uit de familie van de echte goerami's (Osphronemidae). De wetenschappelijke naam werd gepubliceerd in 1994 door Kottelat en Ng.